# نیل همیلتون (هنرپیشه)
نیل همیلتون (انگلیسی: Neil Hamilton; ۹ سپتامبر ۱۸۹۹ – ۲۴ سپتامبر ۱۹۸۴) یک هنرپیشه اهل ایالات متحده آمریکا بود.

## گزیده فیلمشناسی
از فیلم‌ها یا برنامه‌های تلویزیونی که وی در آن نقش داشته‌است می‌توان به آثار زیر اشاره کرد.
- شاهزاده طلایی (۱۹۲۵)
- بو ژست (۱۹۲۶)
- گتسبی بزرگ (۱۹۲۶)
- دیپلماسی (۱۹۲۶)
- اخبار داغ (۱۹۲۸)
- میهن‌پرست (۱۹۲۸)
- مرا به خانه ببر (۱۹۲۸)
- پرواز شناسایی (۱۹۳۰)
- گناهکاران خندان (۱۹۳۱)
- گناه مادلن کلوده (۱۹۳۱)
- تارزان مرد گوریلی (۱۹۳۲)
- تارزان و معشوقه‌اش (۱۹۳۴)
- نگاه کن چه کسی می‌خندد (۱۹۴۱)
- فریب‌خورده (۱۹۶۴)
- مادام اکس (۱۹۶۶)
- بتمن (۱۹۶۶)
- هالیوود که دیگر بدرد نمی‌خورد
- راه جبهه از کدوم طرفه؟ (۱۹۷۰)